# Giải của Hội phê bình phim online cho nhạc phim hay nhất

Giải của Hội phê bình phim online cho nhạc phim hay nhất là một giải của Hội phê bình phim online dành cho nhạc trong một phim được cho là hay nhất trong năm.
Dưới đây là danh sách các phim đoạt giải:

### Thập niên 1990
| Năm  | Phim                                 | Người soạn nhạc |
| ---- | ------------------------------------ | --------------- |
| 1998 | "Pleasantville"                      | Randy Newman    |
| 1999 | "South Park: Bigger, Longer & Uncut" | Marc Shaiman    |

### Thập niên 2000
| Năm  | Phim                                            | Người soạn nhạc                   |
| ---- | ----------------------------------------------- | --------------------------------- |
| 2000 | "Requiem for a Dream"                           | Clint Mansell                     |
| 2001 | "Mulholland Drive"                              | Angelo Badalamenti                |
| 2002 | "Far from Heaven"                               | Elmer Bernstein                   |
| 2003 | "The Lord of the Rings: The Return of the King" | Howard Shore                      |
| 2004 | "The Incredibles"                               | Michael Giacchino                 |
| 2005 | "Brokeback Mountain"                            | Gustavo Santaolalla               |
| 2006 | "The Fountain"                                  | Clint Mansell                     |
| 2007 | "There Will Be Blood"                           | Jonny Greenwood                   |
| 2008 | "The Dark Knight"                               | James Newton Howard & Hans Zimmer |

Bản mẫu:Online Film Critics Society Awards